# Повеља Сплићанима
Повеља Сплићанима је повеља жупана Стефане Немање упућена Сплићанима, наводно писана између 1190. и 1192. године. Немања њоме даје слободу трговања по његовој држави. Због историјске нетачности у препису повеље, њеног неналажења, она вероватно није ни постојала у таквом формату.

## Историја
Повеља још увек није нађена у оригиналу. Пронађен је препис повеље који је направио хрватски историчар Иван Лучић, ради својих потреба. Професор Барада, из Загреба је ту повељу, са још друге две, односно њихове преписе заправо пронашао међу списима Лучића. Део повеље који је он преписао на латиници гласи овакоː«Az veli xupan Nemana (pustaju Splechiane da si) izlaze suobodno u moiu (zemgliu i snami rastaca iu) u Humschu zemgliu i snami vlaca u zetu...».У преводу би то значилоː Ја, велики жупан Немања, пуштам Сплићане да си слободно излазе у моју земљу и сина ми Растка, и у Хумску, и сина ми Вука у Зету.
П. Радојковић у свом запису Немањина повеља Сплићанима нам говори да оно што је занимљиво јесте да на повељи нема печата, али се види да је висио на хартији. Лучић је нацртао приказ печата. На обе стране печата име владаоца је на грчком језику. Име је иначе било у генитиву па због тога у српском језику може имати двојако значење. Могао се протумачити као печат Стефана Немање и као печат Стефана Немањиног, тиме је могао бити печат његовог сина а не самог Немање.
Осим ове повеље пронађен је у списима препис повеље краља Владислава, који представља уговор о пријатељству краља са Сплићанима. Ни на овој повељи није било печата. Радојковић након низа аргумената јасно закључује да повеља чију нам је стилизацију представио Лучић, вероватно фалсификат.